# 黃越綏
黃越綏（英語：Ellen Huang，1947年2月23日—），臺灣作家、社會運動者、政治人物。在總統陳水扁、蔡英文及賴清德任內擔任國策顧問。
胞兄黃越欽曾任監察委員與司法院大法官，胞弟黃越宏是知名新聞人。

## 生平
黃越綏1947年2月23日出生於臺南縣新營鎮。銘傳大學畢業，丈夫經商，婚後隨夫定居菲律賓，先後取得菲律賓大學公共行政管理、工商管理、餐飲管理3個碩士學位。
後以資優講師身份至美國哈佛大學深造，修習各種心理輔導諮商課程，曾為美國哈佛大學東方民族基金會研究員，並加入美國心理諮商協會、美國婚姻家族治療協會會員，後於美國心理發展基金會(PAIRS)擔任講師，從事6年臨床實務研究工作，由於熱心公益榮獲菲律賓總統頒予榮譽外國公民資格。
1986年，丈夫遭綁架殺害後，她搬回台灣，獨立撫養三名稚兒，從事婚姻心理諮商與寫作；1990年出版《婚姻靠經營》一書，1995年8月成立「國際單親兒童文教基金會」，至2006年間共出版14本著作，主題有婚姻、婆媳關係、兩性關係與詩集。
2000年陳水扁當選中華民國總統後，黃越綏獲聘為國策顧問。2016年蔡英文當選總統後，其再度獲聘為國策顧問。
黃越綏多年來積極推動台獨等社會運動，透過各類大學講課、公開演講、專欄，及主持電台、電視節目來宣傳其個人政治理念。

## 爭議

### 評論施明德
2007年2月，黃越綏上電視節目通告時，指百萬人民倒扁運動總指揮施明德好像「俗辣」、並以台語說「錢就攬著、妻兒帶著，就走了這樣」；同月閃靈樂團主唱林昶佐則是在參加三立新聞台政論節目《大話新聞》時，指蔑稱百萬人民倒扁運動「紅衫軍是去年最大的詐騙集團」，他還說施明德被關了20幾年「結果這些都是藍營的人，還有國民黨的人捐錢給他、賠他錢…他現在拿到賠償金2000多萬元，到美國舒服一下」。兩人一同被施明德提告求償。2014年5月2日，中華民國最高法院判決，黃越綏與林昶佐的言論意侵害施明德名譽或人格法益，情節重大；但斟酌林昶佐的政治影響力遠低於黃越綏、經濟能力顯不及於施明德，故判決林昶佐應賠償新台幣50萬元並登報道歉、黃越綏應賠償新台幣100萬元並登報道歉，全案定讞。

### 召開記者會
2011年5月16日上午，黃越綏於臺大醫院召開參選總統記者會，宣布以獨立總統參選人身份參與2012年中華民國總統選舉，提出「住民自決、公投台灣建國」的主張。2011年9月13日，因連署人數僅101931人(本次選舉法定連署人數為2008年中華民國立法委員選舉選民數乘以1.5％，即257695人)，黃越綏宣布退選，左批中國國民黨的「不統、不獨、不武」，右諷民主進步黨無法突破《公民投票法》與《集會遊行法》修法；她說，她將淡出政治，但若民進黨總統參選人蔡英文邀她，「會幫忙站台，因台灣需要女總統」。2011年12月，黃越綏在JET綜合台節目《新聞挖挖哇》呼籲，2012年中華民國立法委員選舉政黨票投給台灣團結聯盟或親民黨，2012年中華民國總統選舉投給宋楚瑜。

### 協調臺北市政府警察局中正第一分局事件
2014年4月11日，黃越綏因長期支持公投護台灣聯盟總召集人蔡丁貴，且為避免類似中壢事件的衝突流血事件再次發生，出面和警方協調取回公投盟的路權。

### 評論九把刀劈腿事件
2014年10月24日，黃越綏評論作家九把刀劈腿事件時說，劈腿行為不被鼓勵、但很難避免，因為人性往往經不起考驗，「九把刀在記者會上肯定一夜情的對象，又難捨女友，這樣的說法該打屁股！大家也不用太訝異，因為這就是真實的九把刀」。

## 著作
| 年份       | 書名                                           | 出版社                 | ISBN               |
| ---------- | ---------------------------------------------- | ---------------------- | ------------------ |
| 1990年12月 | 《婚姻靠經營》                                 | 皇冠文化               | ISBN 9789579764513 |
| 1991年4月  | 《黃教授》                                     | 知青頻道出版公司       | ISBN 9789579061230 |
| 1992年4月  | 《婆媳牽萬情》                                 | 培根文化公司           | ISBN 9789579149563 |
| 1993年1月  | 《葵花笑典》                                   | 方智出版社             | ISBN 9789576790799 |
| 1993年3月  | 《考一張父母執照》                             | 時報文化               | ISBN 9789571306278 |
| 1993年4月  | 《婚姻診所》                                   | 培根文化公司           | ISBN 9789579149761 |
| 1993年8月  | 《黃越綏談血型》                               | 皇冠文化               | ISBN 9789573309819 |
| 1994年1月  | 《新同志不如老敵人》                           | 允晨文化               | ISBN 9789578983137 |
| 1994年2月  | 《臺灣婚姻檔案》                               | 時報文化               | ISBN 9789571309651 |
| 1994年11月 | 《黃越綏談生活》                               | 精美出版社             | ISBN 9789577161727 |
| 1995年8月  | 《怎樣享受滿分的婚姻》                         | 太雅出版公司           | ISBN 9789579329804 |
| 2002年5月  | 《異色幽默》                                   | 黃越綏諮詢顧問社       | ISBN 9789868031302 |
| 2005年7月  | 《單親的天空》                                 | 國際單親兒童文教基金會 | ISBN 9789579764520 |
| 2006年6月  | 《黃越綏詩集》                                 | 圓神出版社             | ISBN 9789861331515 |
| 2009年11月 | 《母女江山》                                   | 圓神出版社             | ISBN 9789861333083 |
| 2010年11月 | 《婆婆，是家人不是外人》                       | 春光出版社             | ISBN 9789861203935 |
| 2013年1月  | 《再考一張父母執照》                           | 臺灣商務印書館         | ISBN 9789570528060 |
| 2014年1月  | 《婚姻是什麼？黃越綏的新手婚姻參考書》         | 臺灣商務印書館         | ISBN 9789570529081 |
| 2015年5月  | 《黃越綏的意外人生》                           | 臺灣商務               | ISBN 9789570529999 |
| 2018年5月  | 《婆媳學問大：黃越綏解答世代婆媳問題》         | 臺灣商務               | ISBN 9789570531404 |
| 2020年10月 | 《黃越綏的高齡快樂學：「老」就是這麼一回事！》 | 臺灣商務               | ISBN 9789570532852 |

## 主持

### 電視
| 播出年份 | 播出頻道       | 節目名稱              | 備註 |
| -------- | -------------- | --------------------- | ---- |
|          | 台視           | 《面對納稅人》        |      |
|          | 華視           | 《少年仔 你知道嗎？》 |      |
|          | 民視           | 《惹火女人》          |      |
|          | 真相新聞網     | 《男人別走開》        |      |
|          | SET電視台      | 《新聞不鎖碼》        |      |
|          | 東森綜合台     | 《婚姻大拼盤》        |      |
|          | 東森財經新聞台 | 《台灣五四三》        |      |
|          | 東森財經新聞台 | 《台灣大解碼》        |      |

### 廣播
Podcast 黃越綏 《恁祖媽來了》 （页面存档备份，存于）
微微笑廣播網《恁祖母來了》
台灣全民廣播電台《黃越綏時間》
綠色和平電台《黃越綏時間》
台北之音《台北卡布奇諾－黃越綏時間》

## 外部連結
- 財團法人國際單親兒童文教基金會 （页面存档备份，存于）
- 麻二甲之家部落格 （页面存档备份，存于）
- 黃越綏部落格 （页面存档备份，存于）
- 黃越綏的Facebook專頁